# Hora del té

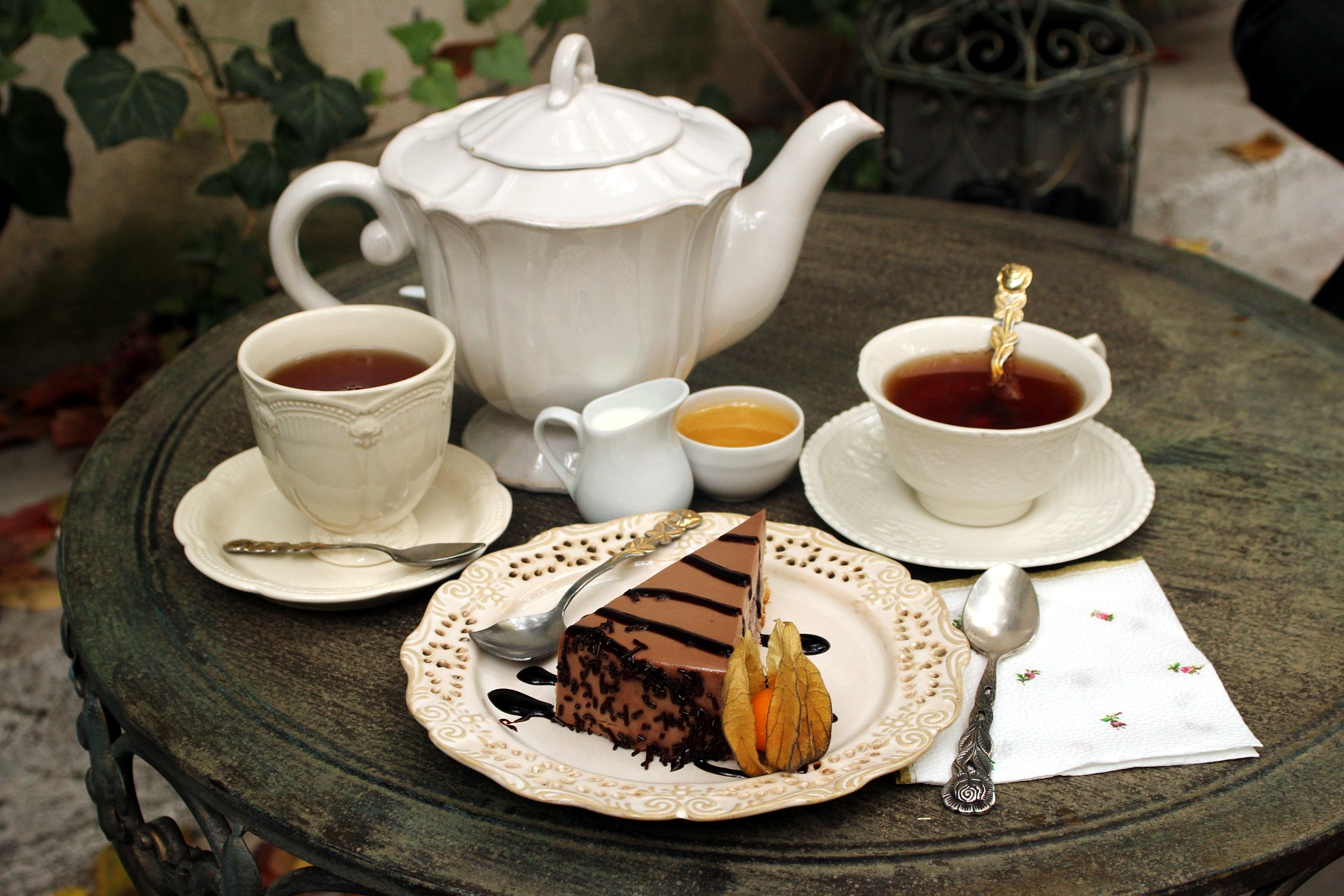
Clásico servicio de té para dos acompañado de una rebanada de pastel

La hora del té es un hábito británico que generalmente acontece entre las 4 p. m. y las 7 p. m. No es exclusivamente una hora de tomar té, sino más bien consiste en una merienda o cena ligera, que generalmente se prepara al llegar del trabajo.
La tradición de la hora del té comienza durante la revolución industrial, cuando la clase trabajadora, las personas que mayormente trabajaban durante el día, llegaban a casa cansados y hambrientos, por lo que tomaban una comida rápida y ligera que principalmente consistía en té y distintos tipos de carne. La costumbre se ha modificado y en la actualidad incluye té y galletas o pasteles de varios tipos, como los scones. En otros casos, el té puede incluir un acompañamiento salado. Debido a los cambios de los horarios modernos, muchos hoteles ofrecen la hora del té entre las 6 y 11 de la mañana.

## Tea break
El tea break es un pequeño descanso durante las horas de trabajo consistente en 15 minutos, en el cual se suele tomar un tazón de té o café y un sándwich (tea sandwich). En una jornada de trabajo suele haber un tea time y dos tea breaks al día (el té más usado en Reino Unido es el té negro).
Antes de que se introdujera el té en el Reino Unido, los británicos tenían dos comidas principales: el desayuno y la cena. La costumbre de tomar el té comenzó en el siglo XVIII, cuando la gente iba realizando la cena cada vez más tarde y se empezó a tener un almuerzo más ligero entre el desayuno y la cena. Aun así, esto dejaba muchas horas entre algunas comidas. Algunos miembros de la aristocracia se acostumbraron a tomar una taza de té junto con un aperitivo alrededor de las cinco de la tarde. Esta costumbre obtuvo gran popularidad, extendiéndose a otras clases sociales. Debido a la inmigración británica esta misma costumbre se adoptó en Chile, siendo el mayor consumidor de té en América Latina, y creando así la tradición de tomar el té en las tardes, denominándola Las once.